# Golden State Warriors 1987-1988
La stagione 1987-88 dei Golden State Warriors fu la 39ª nella NBA per la franchigia.
I Golden State Warriors arrivarono quinti nella Pacific Division della Western Conference con un record di 20-62, non qualificandosi per i play-off.

## Risultati
| Squadra                | V  | P  | %    | GB |
| ---------------------- | -- | -- | ---- | -- |
| Los Angeles Lakers     | 62 | 20 | 75,6 | -  |
| Portland Trail Blazers | 53 | 29 | 64,6 | 9  |
| Seattle SuperSonics    | 44 | 38 | 53,7 | 18 |
| Phoenix Suns           | 28 | 54 | 34,1 | 34 |
| Golden State Warriors  | 20 | 62 | 24,4 | 42 |
| Los Angeles Clippers   | 17 | 65 | 20,7 | 45 |

## Roster
| N° | Naz.                   | Ruolo | Sportivo          | Anno | Alt. | Peso \|\| |
| -- | ---------------------- | ----- | ----------------- | ---- | ---- | --------- |
| 2  | Stati Uniti (bandiera) | C     | Joe Barry Carroll | 1958 | 213  | 102       |
| 3  | Stati Uniti (bandiera) | AC    | Kermit Washington | 1951 | 203  | 104       |
| 4  | Stati Uniti (bandiera) | G     | Mark Wade         | 1965 | 180  | 73        |
| 4  | Stati Uniti (bandiera) | G     | Tony White        | 1965 | 188  | 77        |
| 5  | Stati Uniti (bandiera) | C     | Dave Feitl        | 1962 | 211  | 107       |
| 8  | Stati Uniti (bandiera) | C     | Chris Washburn    | 1965 | 211  | 102       |
| 10 | Stati Uniti (bandiera) | G     | Dirk Minniefield  | 1961 | 191  | 82        |
| 11 | Stati Uniti (bandiera) | G     | Steve Harris      | 1963 | 196  | 88        |
| 12 | Stati Uniti (bandiera) | G     | Winston Garland   | 1964 | 188  | 77        |
| 13 | Stati Uniti (bandiera) | AC    | Larry Smith       | 1958 | 203  | 98        |
| 17 | Stati Uniti (bandiera) | GA    | Chris Mullin      | 1963 | 198  | 91        |
| 18 | Stati Uniti (bandiera) | GA    | Otis Smith        | 1964 | 196  | 95        |
| 20 | Stati Uniti (bandiera) | GA    | Terry Teagle      | 1960 | 196  | 88        |
| 21 | Stati Uniti (bandiera) | G     | Sleepy Floyd      | 1960 | 191  | 77        |
| 22 | Stati Uniti (bandiera) | A     | Rod Higgins       | 1960 | 201  | 91        |
| 25 | Stati Uniti (bandiera) | G     | Kevin Henderson   | 1964 | 193  | 88        |
| 30 | Stati Uniti (bandiera) | A     | Ben McDonald      | 1962 | 203  | 95        |
| 32 | Stati Uniti (bandiera) | AC    | Tellis Frank      | 1965 | 208  | 102       |
| 33 | Stati Uniti (bandiera) | AC    | Jerome Whitehead  | 1956 | 208  | 100       |
| 50 | Stati Uniti (bandiera) | AC    | Ralph Sampson     | 1960 | 224  | 103       |
| 52 | Stati Uniti (bandiera) | AC    | Dave Hoppen       | 1964 | 211  | 107       |

## Staff tecnico
- Allenatori: George Karl (16-48) (fino al 23 marzo)[1], Ed Gregory (4-14)
- Vice-allenatori: Herman Kull, Ed Gregory (fino al 23 marzo)
- Preparatore atletico: Tom Abdenour